# Renate (gemeente)

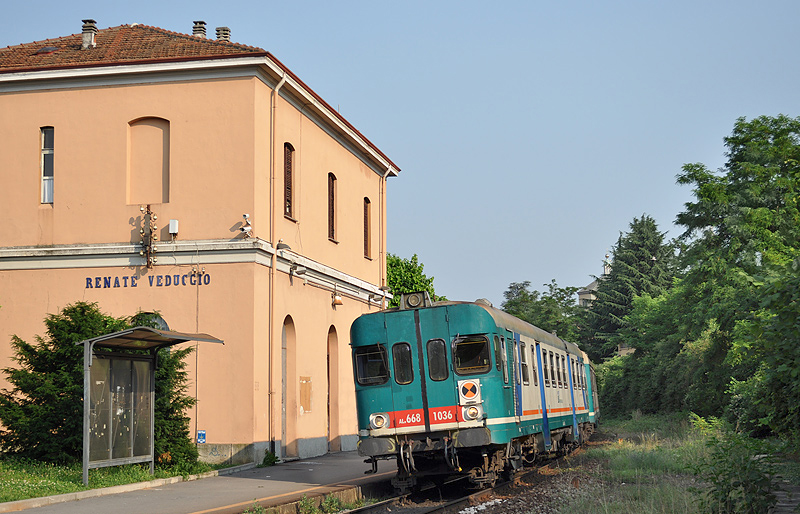
Station van Renate

Renate is een gemeente in de Italiaanse provincie Monza e Brianza (regio Lombardije) en telt 3868 inwoners (31-12-2004). De oppervlakte bedraagt 2,8 km², de bevolkingsdichtheid is 1866 inwoners per km².

## Demografie
Renate telt ongeveer 1475 huishoudens. Het aantal inwoners steeg in de periode 1991-2001 met 8,9% volgens cijfers uit de tienjaarlijkse volkstellingen van ISTAT.
| Jaar | Inwoneraantal |
| ---- | ------------- |
| 1991 | 3425          |
| 2001 | 3731          |

## Geografie
Renate grenst aan de volgende gemeenten: Cassago Brianza (LC), Veduggio con Colzano, Briosco, Monticello Brianza (LC), Besana in Brianza.

## Geboren
- Edoardo Mangiarotti (1919-2012), schermer
- Dionigi Tettamanzi (1934), kardinaal

Agrate Brianza · Aicurzio · Albiate · Arcore · Barlassina · Bellusco · Bernareggio · Besana in Brianza · Biassono · Bovisio-Masciago · Briosco · Brugherio · Burago di Molgora · Busnago · Camparada · Caponago · Carate Brianza · Carnate · Cavenago di Brianza · Ceriano Laghetto · Cesano Maderno · Cogliate · Concorezzo · Cornate d'Adda · Correzzana · Desio · Giussano · Lazzate · Lentate sul Seveso · Lesmo · Limbiate · Lissone · Macherio · Meda · Mezzago · Misinto · Monza · Muggiò · Nova Milanese · Ornago · Renate · Roncello · Ronco Briantino · Seregno · Seveso · Sovico · Sulbiate · Triuggio · Usmate Velate · Varedo · Vedano al Lambro · Veduggio con Colzano · Verano Brianza · Villasanta · Vimercate
1. ↑  https://demo.istat.it/?l=it.